# Stefan Ilsanker
Stefan Ilsanker, född 18 maj 1989, är en österrikisk fotbollsspelare (mittfältare) som spelar för Genoa och Österrikes landslag.

## Landslagskarriär
Ilsanker debuterade för Österrikes landslag den 30 maj 2014 i en 1–1-match mot Island. Han var med i Österrikes trupp vid fotbolls-EM 2016.